# Shilpa Shetty
Pour les articles homonymes, voir Shetty.
Shilpa Shetty (toulou : ಶಿಲ್ಪ ಶೆಟ್ಟಿ), hindi : शिल्पा शेट्टी ) née le 8 juin 1973 est une actrice populaire de Bollywood en Inde. Depuis ses débuts dans Baazigar, en 1993, elle a joué dans plus de 50 films, obtenant son premier rôle principal en 1994 dans Aag. Elle s'est, depuis, construite une carrière solide en jouant dans de grands films de plusieurs genres comme avec la comédie, Pardesi Babu  (1998), la romance Dhadkan (2000) et le drame Phir Milenge (2004).
Elle a eu des nominations lors des Filmfare Awards pour les films ; Baazigar (1994), Rishtey (2003) et Phir Milenge (2005).

## Jeunesse et vie privée
Shilpa Shetty est née dans l’État du Karnataka et sa langue maternelle est le toulou. Elle est la fille aînée  de Surendra et Sunanda Shetty qui tiennent une entreprise de fabrication de bouchons plastiques pour l'industrie pharmaceutique. Shilpa Shetty fréquente la St Anthony's Girls High School (Chembur, Bombay), elle maîtrise la danse traditionnelle indienne Bharata natyam.
Shilpa Shetty  a été en couple pendant plusieurs années  avec l'acteur Akshay Kumar leur relation prit fin après qu'elle choisit de donner la priorité à sa carrière d'actrice.
Depuis juillet 2007, elle est en couple avec l'homme d’affaires Raj Kundra, qu'elle épouse en novembre 2009 à Bombay. Le 21 mai 2012, Shilpa Shetty donne naissance à leur premier enfant, un garçon prénommé Viaan Raj.
Elle vit actuellement à Bombay qui est le centre de l'industrie cinématographique en langue hindi.

## Carrière

### Débuts (1993-1995)
En 1993, à l'âge de dix neuf ans, Shilpa Shetty tourne dans son premier film : dans une comédie dramatique intitulée Baazigar, elle tient un rôle important, celui de Seema Chopra, une jeune fille qui tombe sous le charme de Shahrukh Khan, un tueur en série. Le film connaît un succès fulgurant au box-office. Pour sa prestation, Shilpa Shetty reçoit une nomination aux Filmfare Awards dans la catégorie Meilleure second rôle féminin.
L'année suivante, Shilpa Shetty continue sur sa lancée et confirme son statut d'étoile montante de Bollywood. Elle est à l'affiche de deux hits du box-office : Main Khiladi Tu Anari – un film d'action qui donnera lieu à plusieurs suites –, et Aag, qui connaîtra également un succès critique.
En 1995, l'actrice retrouve Govinda dans deux comédies. Si la première, Gambler, est un échec au box-office, la seconde, Hathkadi, connaît un certain succès.

### Échec (1996-1998)
Entre 1996 et 1998 Shilpa Shetty connaît des revers dans sa carrière de star montante de Bollywood, en effet la majorité de ses sorties sont des échecs commerciaux et critiques. On retiendra néanmoins ses interprétations dans les films suivants :Mr. Romeo (1996), Himmat (1996), Auzaar (1997) et Pardesi Babu (1998), qui lui vaut le Bollywood Movie Awards de la meilleure actrice dans un second rôle, connaissent un succès relatif.

### Succès (1999-2007)

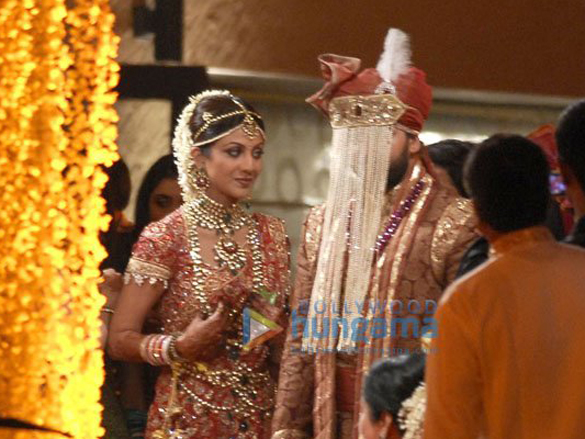
Raj et Shilpa lors du mariage

L'actrice renoue avec le succès en 1999 avec Jaanwar dans le rôle de la délicieuse Mamta, elle donne la réplique à son partenaire de toujours Akshay Kumar, le film est  un hit.
En 2000, elle confirme son statut d'icône de Bollywood avec Dhadkan dans lequel elle joue le rôle d'Anjali une jeune femme tiraillée entre les traditions patriarcales indiennes et son désir d'épouser l'homme dont elle est amoureuse. Le film est acclamé par la critique et le public, Shilpa Shetty reçoit une multitude de nominations dans diverses cérémonies.
L'année suivante Shilpa Shetty continue son ascension avec le drame Indian, le film bat des records de fréquentation dans les salles de cinéma, l'actrice épate face à Sunny Deol.
Puis en 2002 l'actrice renoue avec le succès critique grâce à Rishtey ou son rôle de mareyeuse de poissons au grand cœur, typique de Bombay, lui vaut une nomination aux Filmfare Awards dans la catégorie du meilleure second rôle féminin.
En 2003 Shilpa Shetty tourne pour la première fois sous la direction du réalisateur Ram Gopal Varma dans Darna Mana Hai face à une pléiade d'acteurs.
Ensuite en 2004 Shilpa Shetty est à l'affiche Phir Milenge, elle interprète  le rôle poignant d'une malade du VIH face à Salman Khan et Abhishek Bachchan. Les critiques acclament de nouveau la belle Shilpa Shetty qui reçoit une nomination aux Filmfare Award de la meilleure actrice, Shilpa Shetty est désormais considérée et reconnue pour ce rôle.
L'actrice apparaît  dans Dus (2005) film d'action à la distribution impressionnante qui n'a pas de mal à remplir les salles de cinéma.
L'année 2006 est plus terne sa comédie Shaadi Karke Phas Gaya Yaar  avec Salman Khan ne parvenant pas à convaincre la critique et le public.
En 2007, Shilpa Shetty participe à Celebrity Big Brother 5, une émission de téléréalité en Grande-Bretagne, faisant figurer différentes personnalités et célébrités, notamment la Loana anglaise, Jade Goody, une ex-Miss Grande-Bretagne, Danielle Lloyd, mais surtout le frère de Michael et Janet Jackson, Jermaine Jackson. Dans cette émission elle subit des railleries et remarques racistes, ce qui vaut à la chaîne ayant diffusé l'émission un courrier massif de la part des spectateurs indignés, parmi lesquels des personnalités politiques ; l'organisme de surveillance des médias anglais s'en émeut tout comme le public. À l'issue de cette émission Shilpa Shetty sort grande gagnante face à Jermaine.
Parallèlement l'actrice n'en oublie pas sa carrière cinématographique et se retrouve à l'affiche de Life in A... Métro, drame qui traite des difficultés de la vie quotidienne. Le film plaît au public  et à la critique qui salue la performance du casting en général.
Toujours la même année l'actrice tourne dans Apne où elle retrouve Sunny Deol, le film est un hit et fait de Shilpa Shetty l'une des actrices les plus bancables de l'année 2007.

## Filmographie

### Cinéma
| Année | Film                            | Rôle                  | Langue  | Notes |
| ----- | ------------------------------- | --------------------- | ------- | --- |
| 1993  | Baazigar                        | Seema Chopra          | Hindi   | Sélectionnée pour le Filmfare Award du meilleur espoir féminin et le Filmfare Award du meilleur second rôle féminin |
| 1994  | Aao Pyaar Karen                 | Chhaya                | Hindi   | |
| 1994  | Main Khiladi Tu Anari           | Mona/Basanti          | Hindi   | |
| 1994  | Aag                             | Bijli                 | Hindi   | |
| 1995  | Hathkadi                        | Neha                  | Hindi   | |
| 1995  | Gambler                         | Ritu                  | Hindi   | |
| 1996  | Mr. Romeo                       | Shilpa                | Tamil   | |
| 1996  | Chhote Sarkar                   | Seema                 | Hindi   | |
| 1996  | Himmat                          | Nisha                 | Hindi   | |
| 1996  | Sahasa Veerudu Sagara Kanya     | Sona                  | Telugu  | Doublé en hindi Saagar Kanya                                                                                        |
| 1997  | Dus                             | Journalist            | Hindi   | |
| 1997  | Prithvi                         | Neha                  | Hindi   | |
| 1997  | Insaaf                          | Divya                 | Hindi   | |
| 1997  | Zameer: The Awakening of a Soul | Roma Khurana          | Hindi   | |
| 1997  | Auzaar                          | Prathna Thakur        | Hindi   | |
| 1997  | Veedeva Dani Babu               | Nandhana              | Telugu  | |
| 1998  | Pardesi Babu                    | Chinni Malhotra       | Hindi   | Bollywood Movie Award du Meilleur second rôle féminin                                                               |
| 1998  | Aakrosh                         | Komal                 | Hindi   | |
| 1999  | Jaanwar                         | Mamta                 | Hindi   | |
| 1999  | Shool                           | Dancer                | Hindi   | |
| 1999  | Lal Baadshah                    | Lawyer's daughter     | Hindi   | |
| 2000  | Azad                            | Kanaka Mahalakshmi    | Telugu  | |
| 2000  | Dhadkan                         | Anjali                | Hindi   | |
| 2000  | Tarkieb                         | Preeti Sharma         | Hindi   | |
| 2000  | Khushi                          | Macarena              | Tamil   | |
| 2000  | Jung                            | Tara                  | Hindi   | |
| 2001  | Indian                          | Anjali Rajshekar Azad | Hindi   | |
| 2001  | Bhalevadivi Basu                | Shilpa                | Telugu  | |
| 2001  | Maduve Agona Baa                | Preeti                | Kannada | |
| 2001  | Preethsod Thappa                | Preethi               | Kannada | |
| 2002  | Karz                            | Sapna                 | Hindi   | |
| 2002  | Rishtey                         | Vaijanti              | Hindi   | Sélectionnée pour le Filmfare Award du meilleur second rôle féminin.                                                |
| 2002  | Hathyar                         | Gauri Shivalkar       | Hindi   | |
| 2002  | Chor Machaaye Shor              | Kaajal                | Hindi   | |
| 2002  | Badhaai Ho Badhaai              | Radha/Banto Betty     | Hindi   | |
| 2002  | Junoon                          |                       | Hindi   | |
| 2003  | Ondagona Baa                    | Belli                 | Kannada | |
| 2003  | Darna Mana Hai                  | Gayathri              | Hindi   | |
| 2004  | Phir Milenge                    | Tamanna Sahani        | Hindi   | Sélectionnée pour le Filmfare Award de la meilleure actrice                                                         |
| 2004  | Garv: Pride and Honour          | Jannat                | Hindi   | |
| 2005  | Dus                             | Aditi                 | Hindi   | |
| 2005  | Fareb                           | Neha                  | Hindi   | |
| 2005  | Khamosh: Khauff Ki Raat         | Sonia                 | Hindi   | |
| 2005  | Auto Shankar                    | Money Lender          | Kannada | |
| 2006  | Shaadi Karke Phas Gaya Yaar     | Ahana                 | Hindi   | |
| 2007  | Om Shanti Om                    | (elle-même)           | Hindi   | Participation exceptionnelle                                                                                        |
| 2007  | Life In A... Metro              | Shikha                | Hindi   | |
| 2007  | Apne                            |                       | Hindi   | |

### Télévision
| Année | Programme               | Notes                                    |
| ----- | ----------------------- | ---------------------------------------- |
| 2004  | Indian Idol             | Juré                                     |
| 2006  | Jhalak Dikhhla Jaa      | Juré                                     |
| 2007  | Celebrity Big Brother   | Gagnante                                 |
| 2007  | GMTV                    | Elle-même, interview                     |
| 2007  | The Real Shilpa Shetty  | Elle-même, documentaire                  |
| 2007  | The Dame Edna Treatment | Elle-même, sketch avec Sir Les Patterson |
| 2008  | Bigg Boss               | Présentatrice                            |